# Liste der Biografien/Ari
Liste der Biografien |
Portal Biografien |
Personensuche
# |
A |
B |
C |
D |
E |
F |
G |
H |
I |
J |
K |
L |
M |
N |
O |
P |
Q |
R |
S |
T |
U |
V |
W |
X |
Y |
Z |
?
 
Aa |
Ab |
Ac |
Ad |
Ae |
Af |
Ag |
Ah |
Ai |
Aj |
Ak |
Al |
Am |
An |
Ao |
Ap |
Aq |
Ar |
As |
At |
Au |
Av |
Aw |
Ax |
Ay |
Az
 
Ara |
Arb |
Arc |
Ard |
Are |
Arf |
Arg |
Arh |
Ari |
Arj |
Ark |
Arl |
Arm |
Arn |
Aro |
Arp |
Arq |
Arr |
Ars |
Art |
Aru |
Arv |
Arw |
Arx |
Ary |
Arz
Die Liste der Biografien führt alle Personen auf, die in der deutschsprachigen Wikipedia einen Artikel haben. Dieses ist eine Teilliste mit 500 Einträgen von Personen, deren Namen mit den Buchstaben „Ari“ beginnt.

## Ari
- Ari (* 1985), brasilianisch-russischer Fußballspieler
- Ari Freyr Skúlason (* 1987), isländischer Fußballspieler
- Ari Friðbjörn Guðmundsson (1927–2003), isländischer Schwimmer und Skispringer
- Ari Kristinsson (* 1951), isländischer Filmregisseur und Filmemacher
- Ari Ólafsson (* 1998), isländischer Sänger
- Ari Þorgilsson († 1148), Islands erster Historiker
- Ari Trausti Guðmundsson (* 1948), isländischer Geologe, Schriftsteller und Politiker
- Arı, Ahmet (* 1989), türkischer Fußballspieler
- Arı, Genco (* 1983), türkischer Jazz- und Fusionmusiker (Piano, Komposition) und Musikproduzent
- Ari, Julien, US-amerikanischer Schauspieler
- Arı, Muhlis (* 1984), türkischer Serienstraftäter
- Arı, Mustafa Türker (* 1972), türkischer Diplomat
- Ari, Taner (* 1987), österreichisch-türkischer Fußballspieler und -trainer
- Ari-šen, hurritischer König von Urkeš und Nawar

### Aria
- Aria, Mojean, australischer Schauspieler
- Ariabignes († 480 v. Chr.), Achämenide, Sohn des Großkönigs Dareios I.
- Ariadne, Heilige der christlichen Kirche
- Ariadne († 515), oströmische Kaiserin, Frau von Zenon und Anastasios I.
- Ariaios, persischer Feldherr
- Arialdus († 1066), römisch-katholischer Diakon und Märtyrer
- Ariamazes, sogdianischer Fürst
- Ariamenes († 480 v. Chr.), Achämenide, Sohn des Großkönigs Dareios I., Satrap von Baktrien
- Ariamnes, persischer Satrap
- Arian, David (1903–1991), deutsch-israelischer Polizei- und Staatsbeamter
- Arianda, Nina (* 1984), US-amerikanische SchauspielerinNina Arianda (* 1984)

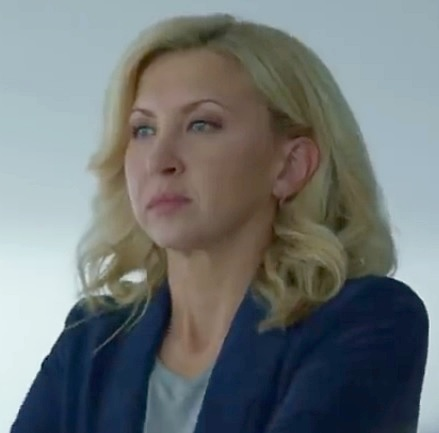
Nina Arianda (* 1984)

- Ariane der Niederlande (* 2007), niederländische Adelige, Prinzessin der Niederlande
- Ariani, Giorgio (1941–2016), italienischer Komiker und Schauspieler
- Arianiti, Gjergj (1383–1462), albanischer Fürst und Widerstandskämpfer gegen das Osmanische Reich
- Ariano, Azmahar (* 1991), panamaischer Fußballspieler
- Ariano, Marco (* 1961), italienischer Jazzschlagzeuger und Performancekünstler
- Arians, Bruce (* 1952), US-amerikanischer American-Football-TrainerBruce Arians (* 1952)

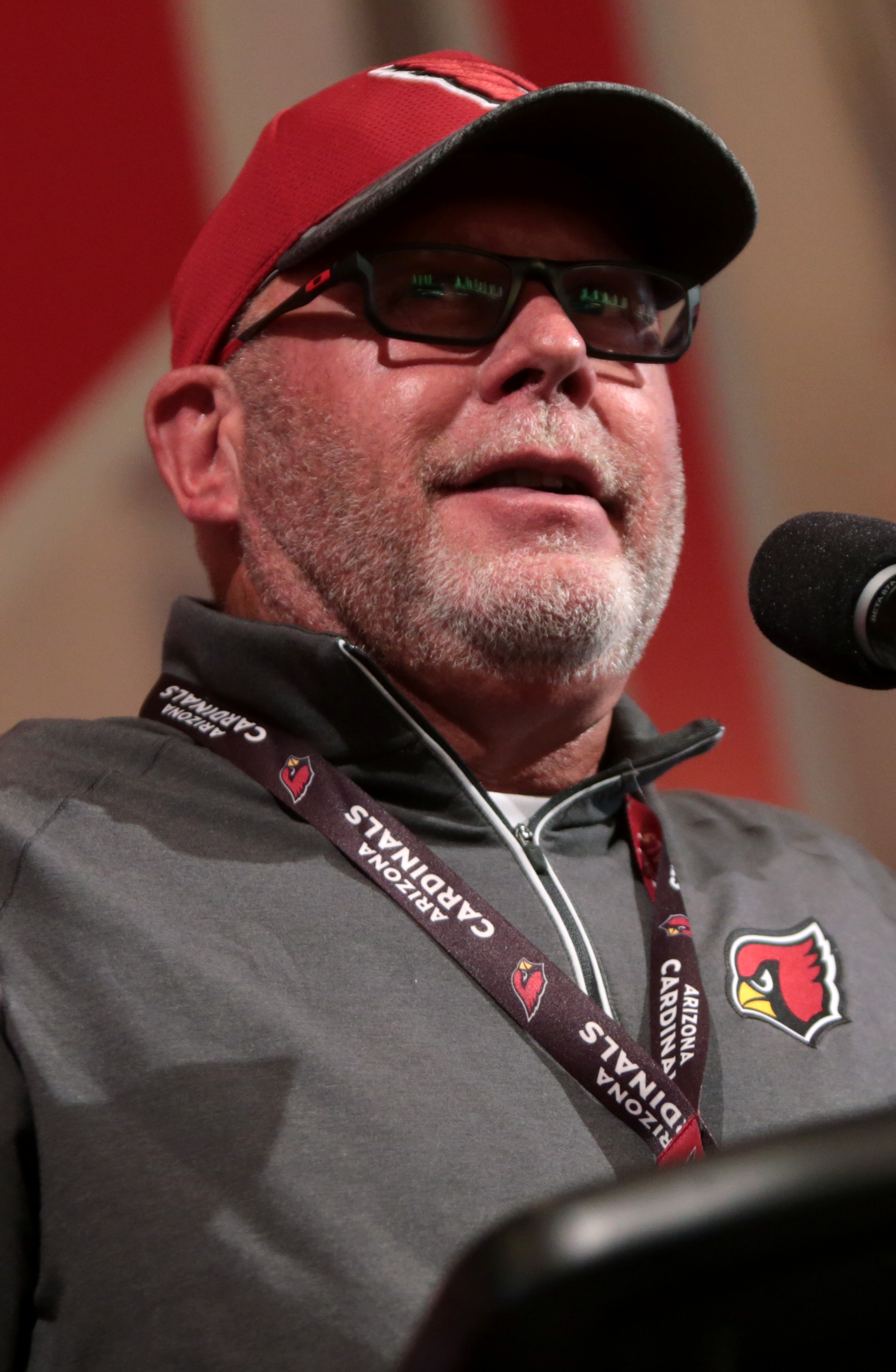
Bruce Arians (* 1952)

- Ariantho, S. Antonius Budi (* 1971), indonesischer Badmintonspieler
- Ariaramna, Herrscher von Kappadokien
- Ariaramna I., Bruder von Kyros I.
- Ariaramnes, General unter Dareios I.
- Ariarathes I. († 322 v. Chr.), Herrscher in Kappadokien
- Ariarathes II., Herrscher in Kappadokien
- Ariarathes III., König von Kappadokien
- Ariarathes IV. Eusebes, König von Kappadokien
- Ariarathes IX., König von Kappadokien
- Ariarathes V. Eusebes Philopator, König von Kappadokien
- Ariarathes VI. Epiphanes Philopator, König von Kappadokien
- Ariarathes VII. Philometor, König von Kappadokien
- Ariarathes VIII., König von Kappadokien
- Ariarathes X., König von Kappadokien
- Ariarich, Richterkönig der gotischen Terwingen
- Arias Cabello, Fernando (1949–2015), peruanischer Sänger und Komponist
- Arias Cañete, Miguel (* 1950), spanischer Politiker der Partido Popular (PP), MdEP
- Arias de Saavedra, Hernando (1561–1634), spanischer iberoamerikanischer Gouverneur
- Arias Echeverría, Pablo (* 1970), spanischer Politiker (PP), MdEP
- Arias Espinosa, Maria Inés Teresa (1904–1981), mexikanische Ordensschwester und Ordensgründerin, Selige
- Arias Espinoza, Ricardo Manuel (1912–1993), 29. Staatspräsident von Panama
- Arias Gómez, Jorge (1923–2002), salvadorianischer Autor
- Arias López, Carlos Céleo (1835–1890), Präsident von Honduras
- Arias Madrid, Harmodio (1886–1962), 16. Staatspräsident von Panama
- Arias Manjón, Paula (* 2000), spanische Tennisspielerin
- Arias Mendoza, Rubén, paraguayischer Politiker
- Arias Montanus, Benedictus (1527–1598), spanischer Orientalist
- Arias Navarro, Carlos (1908–1989), spanischer Politiker
- Arias Pérez, David (1929–2019), spanischer Ordensgeistlicher, römisch-katholischer Weihbischof in Newark
- Arias Pérez, Juan Carlos (* 1985), kubanischer Radrennfahrer
- Arias Sánchez, Óscar (* 1940), costa-ricanischer Präsident, Friedensnobelpreisträger
- Arias Sánchez, Rodrigo (* 1946), costa-ricanischer Politiker, Jurist und Hochschullehrer
- Arias, Abelardo (1918–1991), argentinischer Schriftsteller
- Arias, Aníbal (1922–2010), argentinischer Gitarrist des Tango Argentino
- Arias, Antonio (* 1944), chilenischer Fußballspieler
- Arias, Ariana (* 2003), spanische FußballspielerinAriana Arias (* 2003)

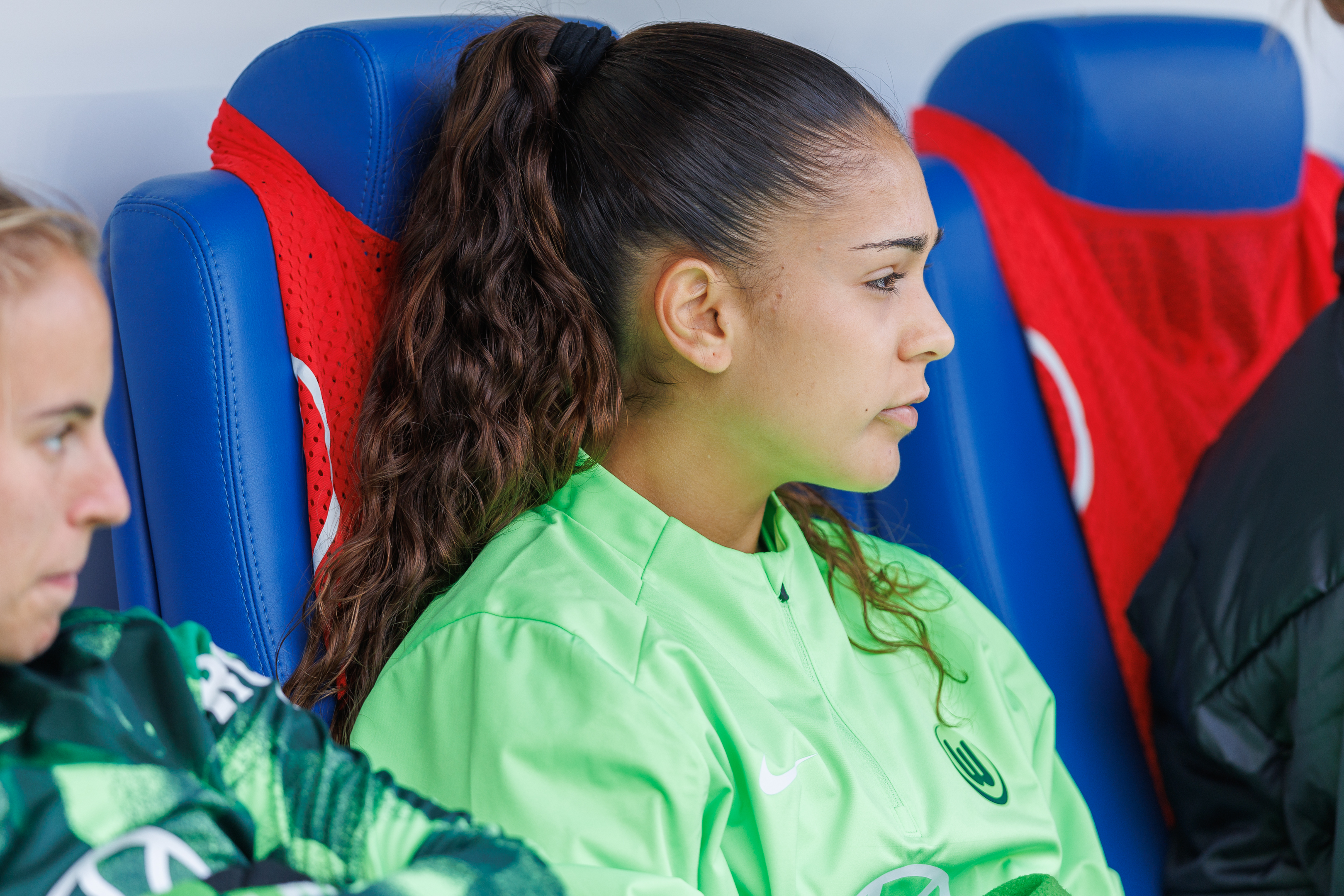
Ariana Arias (* 2003)

- Arias, Arnulfo (1901–1988), panamaischer Politiker, Präsident Panamas
- Arias, Bernardo (* 1942), peruanischer Radrennfahrer
- Arias, Boris (* 1993), bolivianischer Tennisspieler
- Arias, Carlos (* 1986), chilenischer Fußballspieler
- Arias, Carolina (* 1990), kolumbianische Fußballspielerin
- Arias, Cristian (* 1976), peruanischer Radrennfahrer
- Arias, Daniela (* 1994), kolumbianische Fußballspielerin
- Arias, Diego (* 1988), kolumbianischer Radrennfahrer
- Arias, Dominella (* 1994), argentinische Speerwerferin
- Arias, Edgardo (* 1964), uruguayischer Fußballtrainer
- Arias, Felipe, chilenischer Biathlet
- Arias, Francisco, spanischer Fußballspieler in Mexiko
- Arias, Gabriel (* 1987), chilenischer Fußballspieler
- Arias, Jairo (1938–2023), kolumbianischer Fußballspieler
- Arias, Jennifer (* 1987), kolumbianische Politikerin
- Arias, Jhon (* 1997), kolumbianischer Fußballspieler
- Arias, Jimmy (* 1964), US-amerikanischer Tennisspieler
- Arias, Joaquín (* 1914), kubanischer Fußballspieler
- Arias, Jorge (* 1952), chilenischer Fußballspieler
- Arias, Jorge (* 1977), US-amerikanischer WrestlerJorge Arias (* 1977)

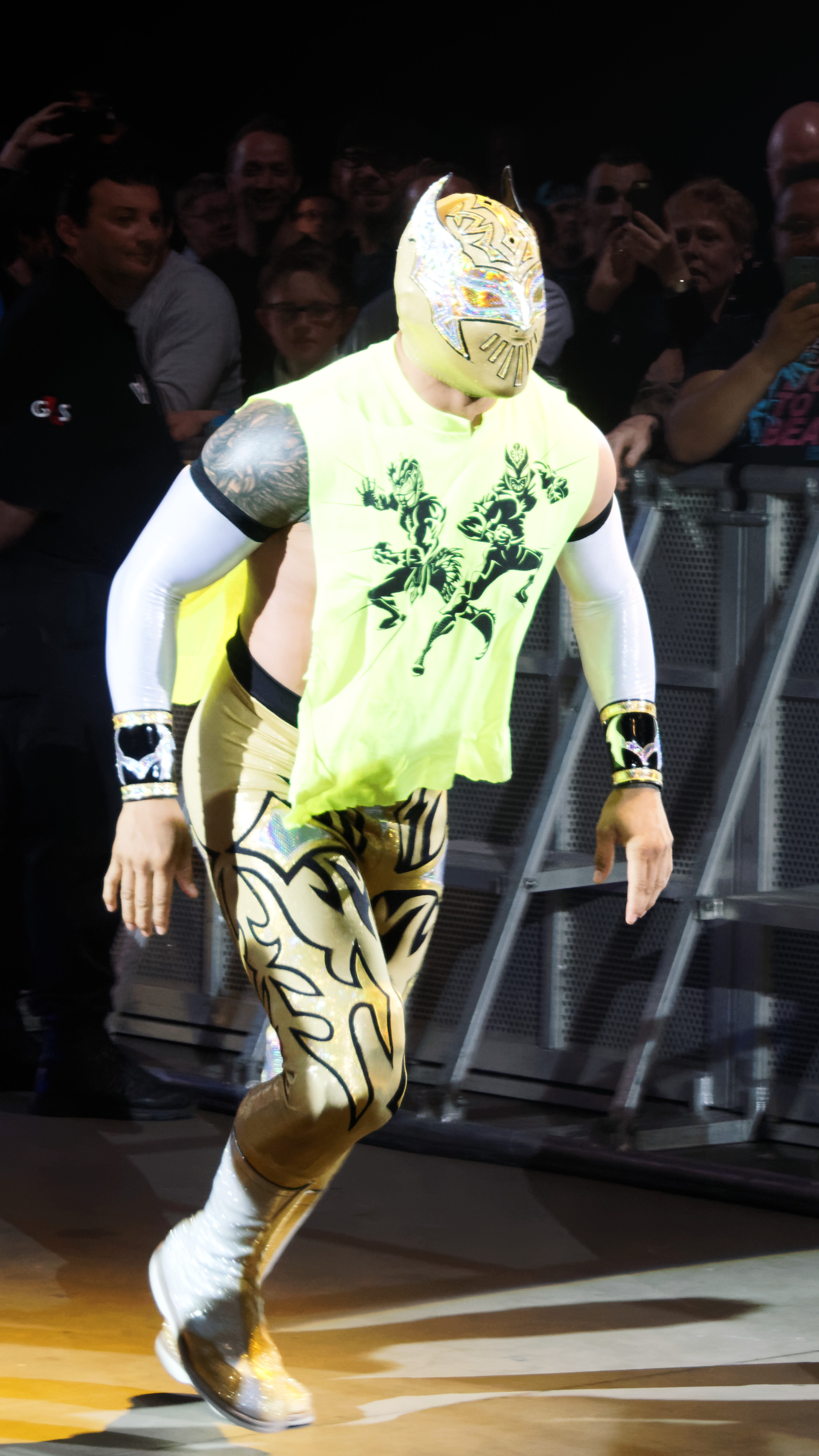
Jorge Arias (* 1977)

- Arias, Jorge (* 1992), kolumbianischer Fußballspieler
- Arias, José (* 1904), chilenischer Fußballspieler
- Arias, José Santos (1928–2012), chilenischer Fußballspieler
- Arias, Juan Ángel (1800–1842), Präsident von Honduras
- Arias, Junior (* 1993), uruguayischer Fußballspieler
- Arias, Kellys (* 1989), kolumbianische Langstreckenläuferin
- Arias, Lola (* 1976), argentinische Schriftstellerin, Musikerin, Schauspielerin und Regisseurin
- Arias, Luis Felipe (1876–1908), guatemaltekischer Pianist und Komponist
- Arias, Luis Frank (* 1960), kubanischer Musiker
- Arias, Mauricio (* 1984), chilenischer Fußballspieler
- Arias, Maximiliano (* 1988), uruguayischer Fußballspieler
- Arias, Moisés (* 1994), US-amerikanischer Schauspieler und FotografMoisés Arias (* 1994)

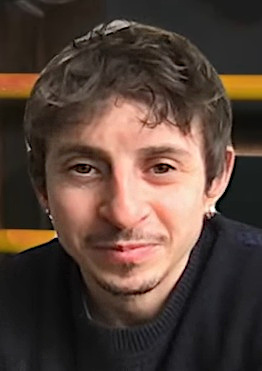
Moisés Arias (* 1994)

- Arias, Paolo Enrico (1907–1998), italienischer Klassischer Archäologe
- Arias, Ramón (* 1992), uruguayischer Fußballspieler
- Arias, Raúl (* 1957), mexikanischer Fußballspieler und -trainer
- Arias, Ricardo (* 1957), spanischer Fußballspieler
- Arias, Santiago (* 1992), kolumbianischer Fußballspieler
- Arias, Sergio (* 1988), mexikanischer Fußballtorhüter
- Arias, Vielka (* 2003), costa-ricanische Stabhochspringerin
- Arias, Virginio (1855–1941), chilenischer Bildhauer
- Arias, Wellington (* 1991), dominikanisch-amerikanischer Boxer
- Arias, Xela (1962–2003), spanische Autorin und Übersetzerin
- Arias, Yvonne (* 1976), US-amerikanische Schauspielerin
- Arias-Misson, Alain (* 1936), amerikanisch-belgischer Dichter, Schriftsteller, Kritiker und bildender Künstler
- Arias-Salgado, Fernando (* 1938), spanischer Diplomat
- Ariaspes, Achämenide, Sohn des Großkönigs Artaxerxes II.
- Ariatti, Luca (* 1978), italienischer Fußballspieler
- Ariaudo, Lorenzo (* 1989), italienischer Fußballspieler
- Ariav, Menachem (1929–2017), israelischer Politiker (Oberbürgermeister von Nazerat Illit)

### Arib
- Arib al-Mamuniyya, Singmädchen (qaina) und Dichterin
- Arib, Khadija (* 1960), niederländische Politikerin marokkanischer Abstammung
- Aribado, Jemyca (* 1993), philippinische Squashspielerin
- Aribau, Buenaventura Carlos (1798–1862), katalanischer Poet und Gelehrter
- Aribazos († 245 v. Chr.), Statthalter der Seleukiden in Kilikien
- AriBeatz (* 1995), deutsch-französischer Musikproduzent
- Aribert von Mailand († 1045), lombardischer Geistlicher, Erzbischof von Mailand
- Aribi, Salim (* 1974), algerischer Fußballspieler
- Aribo, Graf zu Göss-Schladnitz (Grafschaft Leoben)
- Aribo († 1031), Erzbischof von Mainz
- Aribo I., Graf im Chiemgau und Leobengau, Pfalzgraf von BayernAribo I.

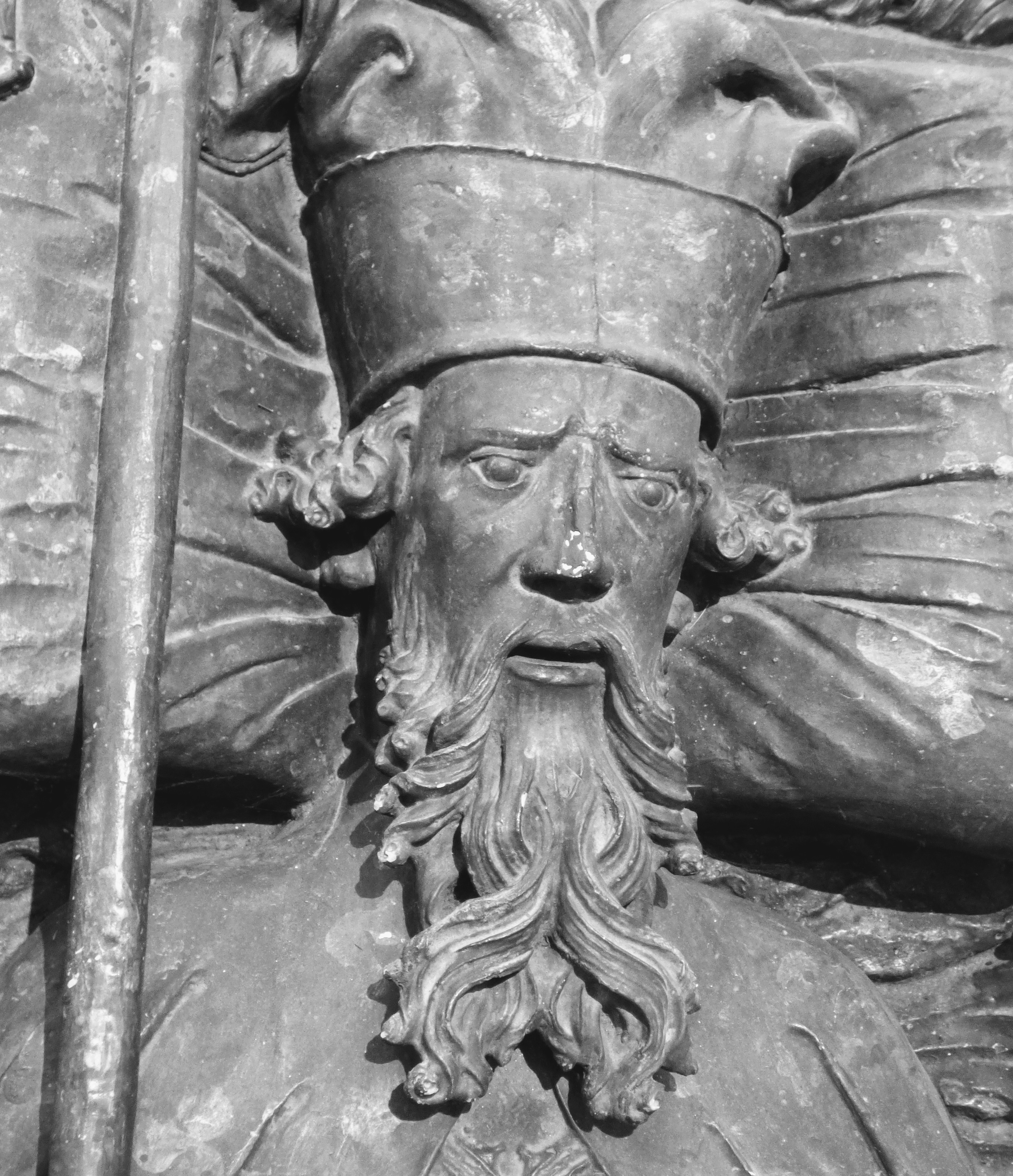
Aribo I.

- Aribo I., Graf im Traungau und Markgraf der Ostmark
- Aribo II. († 1102), Pfalzgraf von Bayern
- Aribo von Sonnenburg, Graf im Pustertal
- Aribo, Joe (* 1996), nigerianischer Fußballspieler
- Arıburnu, Orhon Murat (1918–1989), türkischer Film- und Theaterregisseur, Schauspieler und Schriftsteller

### Aric
- Ariç, Nizamettin (* 1956), kurdischer Sänger und Filmregisseur
- Arıca, Erdoğan (1954–2012), türkischer Fußballspieler, -trainer und -funktionär
- Arıca, Soner (* 1966), türkischer Popmusiker
- Arıca, Yener (* 1992), niederländisch-türkischer Fußballspieler
- Arıcan, Ferhat (* 1993), türkischer Turner
- Arıcan, Fikret (1911–1993), türkischer Fußballspieler und -funktionär
- Arıçay, Sezer (* 1991), türkischer Schauspieler
- Arich-Gerz, Bruno (* 1966), deutscher Literaturwissenschaftler
- Arichall, Francis (1772–1809), englischer Porträt- und Miniaturmaler und Zeichner
- Arichi, Shinanojō (1843–1919), japanischer Vizeadmiral, Mitglied des Herrenhauses
- Arichis I. († 641), Herzog von Benevent
- Arichis II. († 787), Herzog von Benevent (758–787)
- Arıcı, Caner (* 1986), türkischer Fußballspieler
- Arici, Cesare (1782–1836), italienischer Schriftsteller
- Arıcı, Irmak (* 1995), türkische Popmusikerin
- Arıcı, Naz (* 1982), türkische Eiskunstläuferin

### Arid
- Arida, Anton Peter (1863–1955), libanesischer Geistlicher, maronitischen Patriarch von Antiochien
- Arida, Joanna (* 1998), jordanische Schauspielerin
- Aridjis, Chloe (* 1971), mexikanisch-US-amerikanische Schriftstellerin
- Aridjis, Homero (* 1940), mexikanischer Schriftsteller, Umweltaktivist und Diplomat
- Aridor, Joram (* 1933), israelischer Politiker

### Arie
- Arie, Mark (1882–1958), US-amerikanischer Sportschütze
- Arieh, Josh (* 1974), US-amerikanischer Pokerspieler
- Ariehaan, Ryan (* 1979), indonesischer Radrennfahrer
- Ariel Pink (* 1978), US-amerikanischer Avantgarde-Musiker
- Ariel, Ana (1930–2004), brasilianische Schauspielerin
- Ariel, Ernesto (* 1948), argentinischer Tangosänger
- Ariel, Pete (1941–2012), deutscher Filmregisseur und Drehbuchautor
- Ariel, Uri (* 1952), israelischer Politiker der HaBajit haJehudi und „Housing minister“
- Ariel, Yaakov (* 1937), israelischer Oberrabbiner
- Ariel, Yisrael (* 1939), israelischer Rabbiner, halachischer Dezisor und Politiker
- Arieli, Yehoshua (1916–2002), israelischer Historiker
- Ariely, Dan (* 1967), israelisch-US-amerikanischer Psychologe und HochschullehrerDan Ariely (* 1967)
- Ariën, Kevin, belgischer Virologe

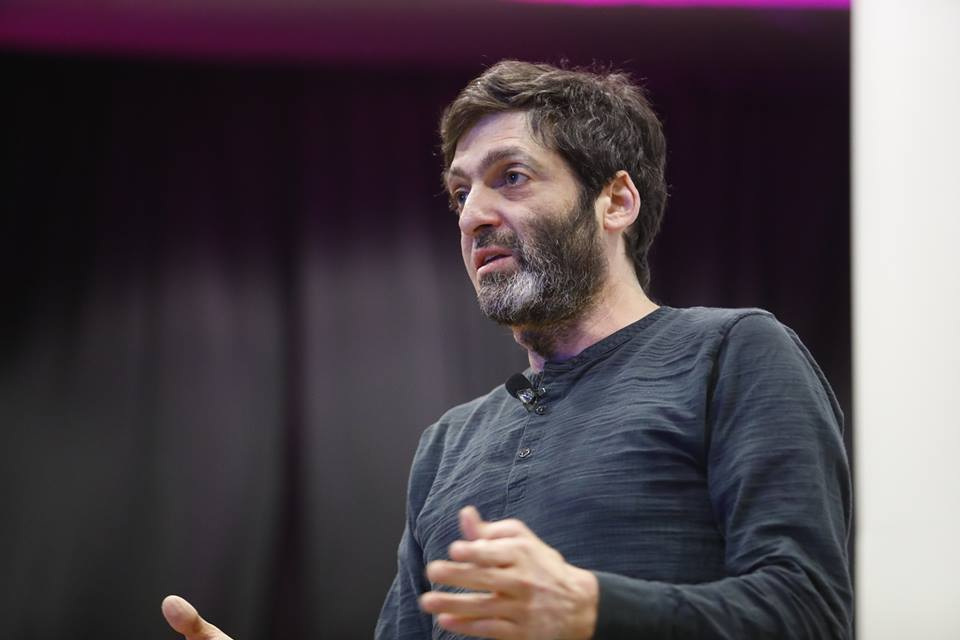
Dan Ariely (* 1967)

- Ariëns, Everhardus (1918–2002), niederländischer Pharmakologe
- Arienti, Luigi (1937–2024), italienischer Radrennfahrer
- Aries, Austin (* 1978), US-amerikanischer Wrestler
- Ariès, Philippe (1914–1984), französischer Mediävist und Historiker der Annales-Schule
- Ariesen, Johim (* 1988), niederländischer Radrennfahrer
- Arieta, Antón (1946–2022), spanischer Fußballspieler
- Ariete (* 2002), italienische Indie-Musikerin
- Arieti, Silvano (1914–1981), italienisch-amerikanischer Psychiater, Psychoanalytiker und Hochschullehrer

### Arif
- Arif (* 1988), norwegischer Rapper, Sänger und Songwriter
- Arif Aziz (* 1943), aserbaidschanischer Maler
- Arif Azri, Mohd Amirul (* 2000), malaysischer Mittelstreckenläufer
- Arif, Abd ar-Rahman (1916–2007), irakischer StaatspräsidentAbd ar-Rahman Arif (1916–2007)

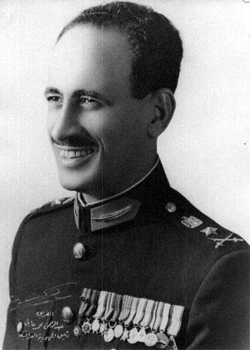
Abd ar-Rahman Arif (1916–2007)

- Arif, Abd as-Salam (1921–1966), irakischer Staatspräsident
- Arif, Ahmed (1927–1991), kurdischstämmiger Dichter der Türkei
- Arif, Hacı Bey (1831–1885), osmanischer Komponist
- Arif, Kader (* 1959), französischer Politiker, MdEP
- Arif, Mohammed Usman (* 1923), indischer Politiker
- Arif, Muhammed (* 1937), pakistanischer Richter
- Arif, Ozan (1949–2019), türkischer Liedermacher
- Arif, Syed Mohammed (* 1944), indischer Badmintonspieler und -trainer
- Ariff, Noor (* 1998), singapurischer Fußballspieler
- Ariffin, Anas (* 2000), malaysischer Mittelstreckenläufer
- Arifi, Shpejtim (* 1979), kosovarischer Fußballspieler
- Arifi, Shqiprim (* 1976), serbischer Politiker
- Arifi, Teuta (* 1969), mazedonische Politikerin (BDI)
- Arifin, Zulfahmi (* 1991), singapurischer Fußballspieler
- Arifullina, Arina Maratowna (* 2006), russische Tennisspielerin

### Arig
- Arigaba (1320–1328), chinesischer Kaiser der Yuan-Dynastie
- Arigbabu, David (* 1975), deutscher Basketballspieler
- Arigbabu, Stephen (* 1972), deutscher Basketballspieler
- Arigi, Julius (1895–1981), österreichischer JagdfliegerJulius Arigi (1895–1981)

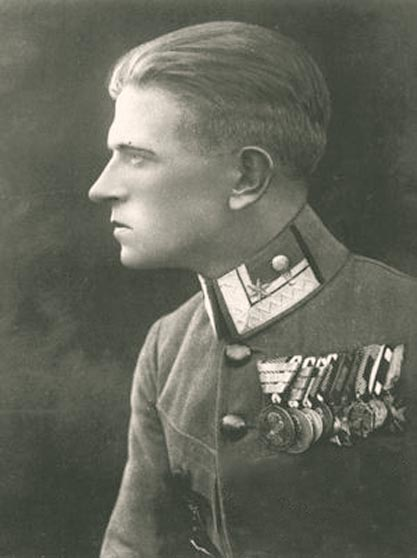
Julius Arigi (1895–1981)

- Arigkbugha Khan († 1266), mongolischer Thronanwärter und Bruder Kubilai Khans
- Arigler, Altmann (1768–1846), österreichischer Theologe, Benediktinerabt und Hochschullehrer
- Arigliano, Nicola (1923–2010), italienischer Sänger
- Arignote, Pythagoreerin
- Arigo, Pedro D. (* 1938), philippinischer römisch-katholischer Geistlicher, emeritierter Apostolischer Vikar von Puerto Princesa
- Arigón, Agustín (* 1991), uruguayischer Fußballspieler
- Arigoni, Allan (* 1998), Schweizer Fussballspieler
- Arigoni, Bill (1949–2010), Schweizer Politiker (PdA, SP)
- Arigoni, Duilio (1928–2020), Schweizer Chemiker

### Arii
- Ariiotima, Charles (* 1966), tahitischer Fußballschiedsrichter

### Arik
- Arık, Aslı (* 1995), türkische Leichtathletin
- Arık, Engin (1948–2007), türkische Kernphysikerin
- Arık, Fatma (* 1997), türkische Mittel- und Langstreckenläuferin
- Arık, Remzi Oğuz (1899–1954), türkischer Archäologe und Politiker
- Arik, Ünsal (* 1980), türkischer Boxer
- Ārik-dēn-ili, assyrischer König
- Arikamaninote, nubischer König
- Arikan, Doğukan (* 2001), türkischer Radrennfahrer
- Arıkan, Erdal (* 1958), türkischer Informatiker
- Arıkan, Erkan (* 1969), deutscher Fernsehmoderator türkischer Abstammung
- Arıkan, Fikri (1951–1982), türkischer Aktivist
- Arıkan, Gizem (* 1993), türkische Schauspielerin
- Arıkan, Hakan (* 1982), türkischer Fußballspieler
- Arıkan, Jale (* 1969), türkische SchauspielerinJale Arıkan (* 1969)

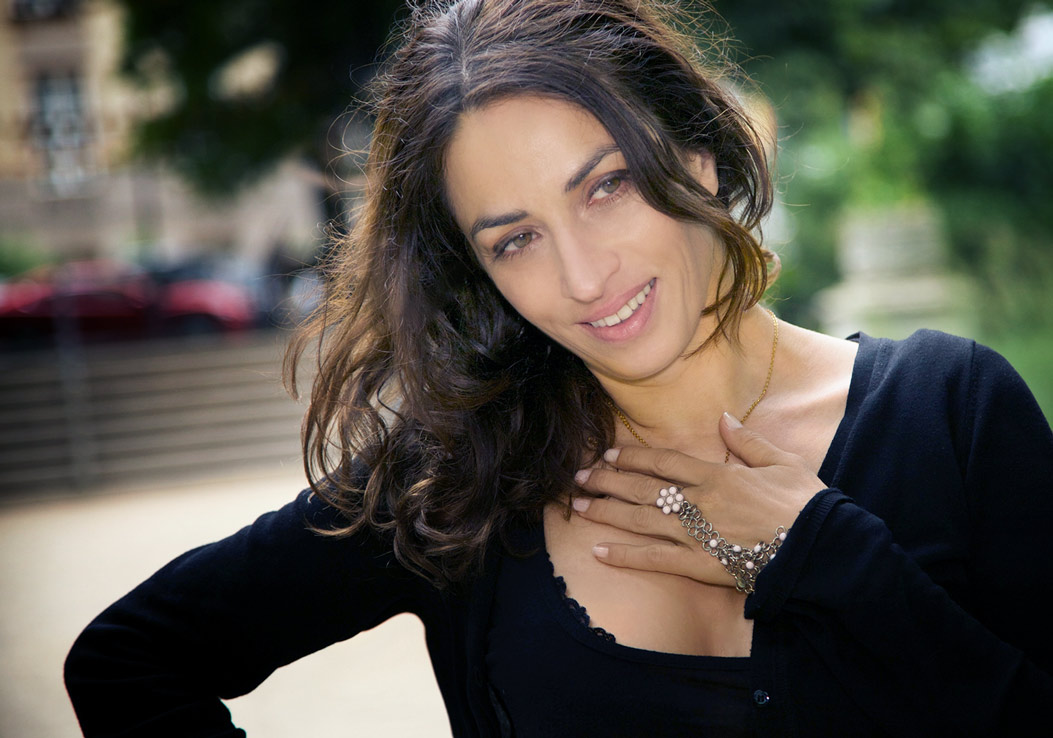
Jale Arıkan (* 1969)

- Arıkan, Polat Kemboi (* 1990), türkischer Langstreckenläufer kenianischer Herkunft
- Arıkan, Saffet (1888–1947), türkischer Politiker und Diplomat
- Arıkan, Yusuf Onur (* 1991), türkischer Fußballspieler
- Arikancharora, Person, die im Amuntempel von Naqa hinter König Natakamani und Amanitore erscheint
- Arikawa, Hiro (* 1972), japanische Schriftstellerin
- Arıkazan, Buse (* 1994), türkische Stabhochspringerin
- Arıkdoğan, Levent (* 1953), türkischer Fußballspieler
- Arike, Heiki (1965–2018), estnischer Politiker, Minister
- Ariki, Tomiko, japanische Badmintonspielerin

### Aril
- Arildskov, Henrik, dänischer Gärtner, Hochschullehrer und Fernsehmoderator
- Arilla, José Luis (* 1941), spanischer Tennisspieler
- Arílson, Gilberto da Costa (* 1973), brasilianischer Fußballspieler

### Arim
- Arim, Sängersklavin im Abbasiden-Kalifat
- Arima Shin’ichi (1851–1909), japanischer Seeoffizier, Vizeadmiral der Kaiserlich-Japanischen Marine, Baron
- Arima, Akito (1930–2020), japanischer PhysikerAkito Arima (1930–2020)

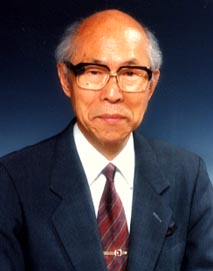
Akito Arima (1930–2020)

- Arima, Harunobu (1567–1612), christlicher japanischer Daimyō
- Arima, Haruo, japanischer Fußballspieler
- Arima, Ineko (* 1932), japanische Schauspielerin
- Arima, Jun (* 1992), japanischer Fußballspieler
- Arima, Kenji (* 1972), japanischer Fußballspieler
- Arima, Kō (* 1917), japanischer Fußballnationalspieler und -trainer
- Arima, Kōtarō (* 2000), japanischer Fußballspieler
- Arima, Prinz (640–658), kaiserlicher japanischer Prinz
- Arima, Shinshichi (1825–1862), japanischer Samurai
- Arima, Yoriyasu (1884–1957), japanischer Politiker
- Arimachi, Saori (* 1988), japanische Fußballspielerin
- Arimah, Lesley Nneka (* 1983), nigerianische Autorin
- Arimany, Sergi (* 1990), spanischer Fußballspieler
- Arimilli, Ravi (* 1963), indisch-US-amerikanischer Computer-Architekt
- Arimitsu, Ryōta (* 1981), japanischer Fußballspieler
- Arimizu, Aki (* 1999), japanischer Fußballspieler
- Arimmas, griechischer Maler
- Arimont, Pascal (* 1974), belgischer Politiker, MdEP
- Arimori, Mariana (* 1986), brasilianische Badmintonspielerin
- Arimori, Yūko (* 1966), japanische Marathonläuferin
- Arimura, Haruko (* 1970), japanische Politikerin
- Arimura, Kōji (* 1976), japanischer Fußballspieler

### Arin
- Arin (* 1999), südkoreanische Sängerin, Schauspielerin, Model und MCArin (* 1999)

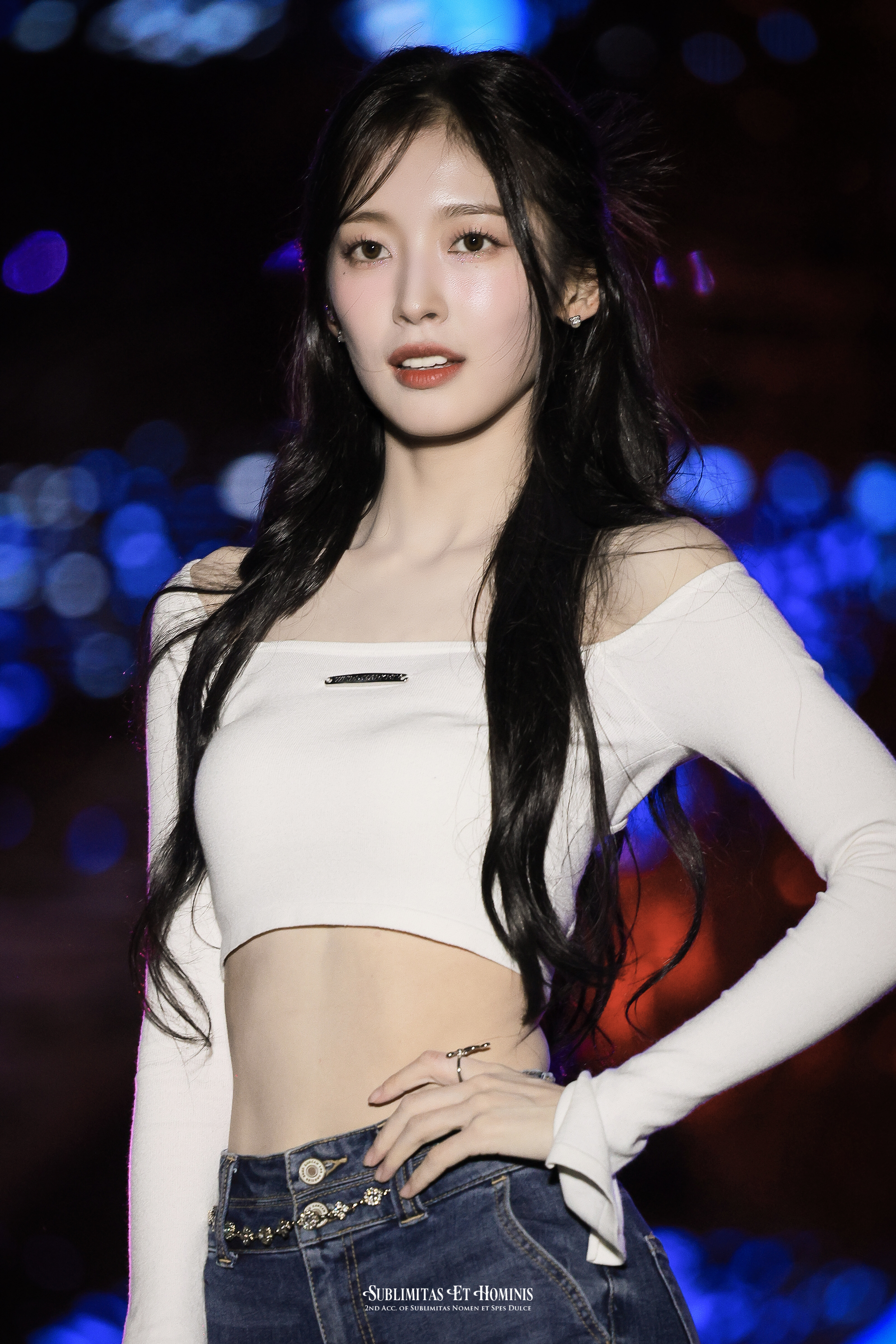
Arin (* 1999)

- Arın, Cânân (* 1942), türkische Feministin und Juristin
- Arın, Eyüp (* 1962), türkischer Fußballspieler und -trainer
- Arın, Neslihan (* 1994), türkische Badmintonspielerin
- Arinaga, Kazuki (* 1989), japanischer Fußballspieler
- Arinbassarowa, Natalja Utewlewna (* 1946), sowjetisch-russische Schauspielerin und ehemalige Ballerina
- Arınç, Bülent (* 1948), türkischer Politiker und Jurist
- Aring, Jürgen (* 1961), deutscher Geograph und Stadtplaner
- Aring, Paul Gerhard (1926–2003), deutscher evangelischer Theologe
- Aringer, Klement (* 1951), deutscher Geodät
- Aringhieri, Alberto, italienischer Politiker und Diplomat für Siena
- Ariño, Aitor (* 1992), spanischer Handballspieler
- Arino, Yoshiharu (* 1980), japanischer Shorttracker
- Arinos de Melo Franco, Afonso (1868–1916), brasilianischer Schriftsteller und Journalist
- Arins, Tony (* 1958), englischer Fußballspieler
- Arinthaeus, Flavius, spätantiker römischer Politiker und Militär
- Arinze, Francis (* 1932), nigerianischer Geistlicher, emeritierter KurienkardinalFrancis Arinze (* 1932)

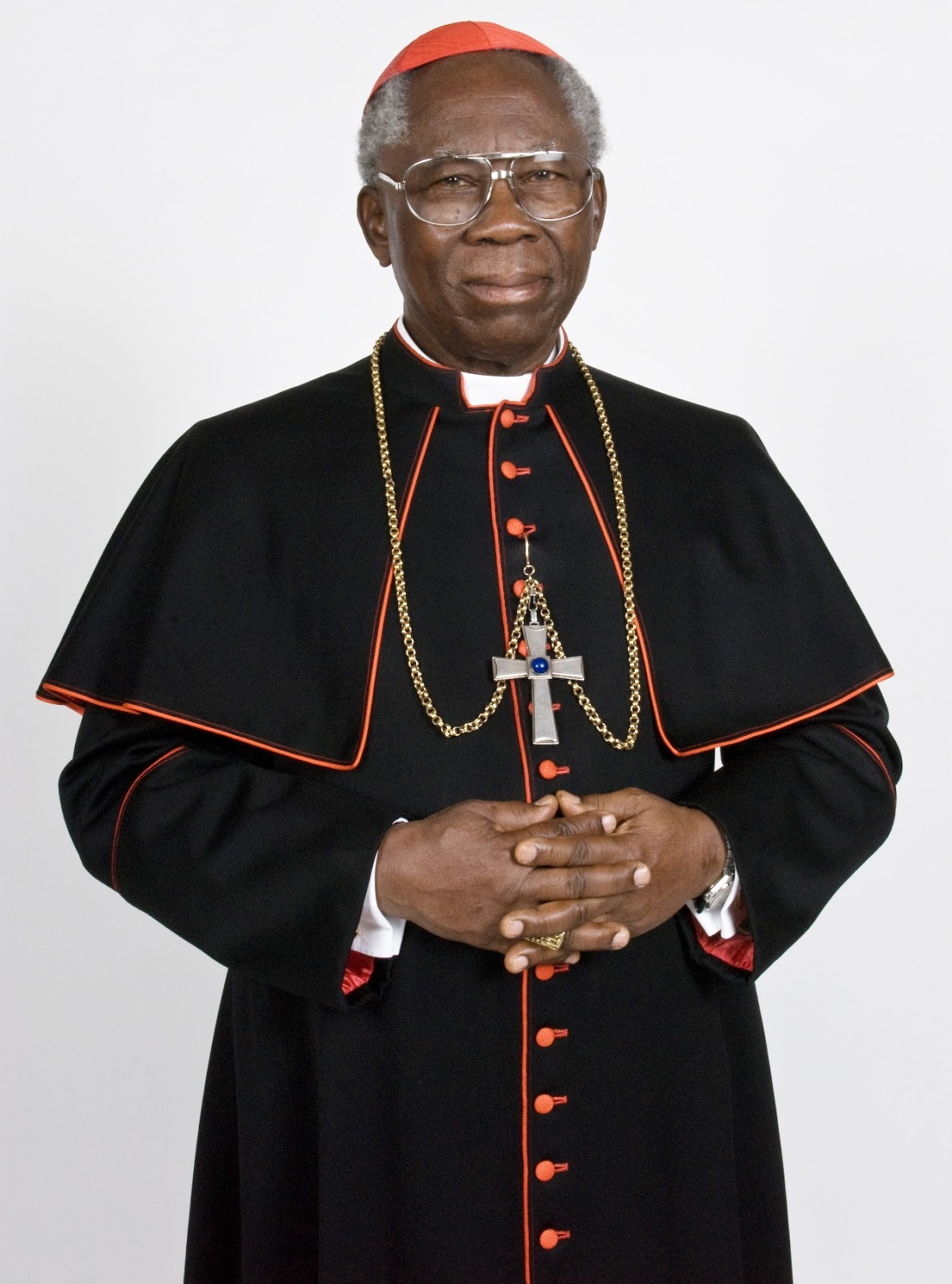
Francis Arinze (* 1932)

### Ario
- Ario, Adolf (1907–1981), österreichischer Schauspieler, Kulturmanager und Beamter
- Arioald († 636), König der Langobarden
- Ariobarzanes, Satrap von Phrygien (387 bis etwa 362 v. Chr.)
- Ariobarzanes († 330 v. Chr.), Satrap der Persis
- Ariobarzanes, König von Pontos
- Ariobarzanes I., Herrscher in Kappadokien
- Ariobarzanes I., Herrscher von Kios
- Ariobarzanes II., Herrscher in Kappadokien
- Ariobarzanes II. († 337 v. Chr.), Herrscher von Kios
- Ariobarzanes II., König von Media Atropatene, dann von Armenien
- Ariobarzanes III. († 42 v. Chr.), Herrscher in Kappadokien
- Ariogaisos, Herrscher der Quaden
- Arioli, Richard (1905–1994), Schweizer Landschaftsarchitekt
- Arioli, Susie (* 1963), kanadische Blues- und Jazzsängerin
- Ariomardos, Achämenide, Sohn des Großkönigs Dareios I.
- Arion von Lesbos, griechischer Sänger und Dichter
- Arion, Eracle (1838–1903), rumänischer General
- Arion, Frank Martinus (1936–2015), niederländischer Schriftsteller, Dichter und Sprachwissenschaftler
- Arion, Ruth (1912–1998), deutsch-israelische Email-Künstlerin und Malerin
- Ariosti, Attilio (1666–1729), italienischer Komponist
- Ariosto, Ludovico (1474–1533), italienischer Dichter der RenaissanceLudovico Ariosto (1474–1533)

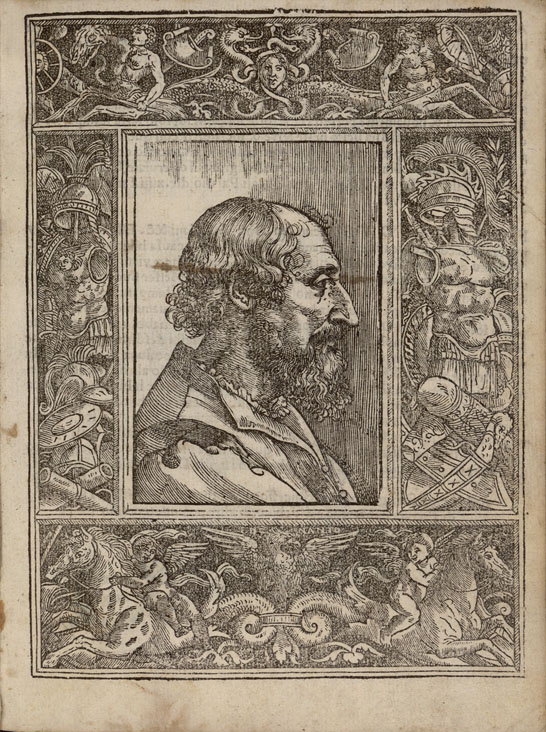
Ludovico Ariosto (1474–1533)

- Ariotti, Eliseo Antonio (* 1948), italienischer Geistlicher, römisch-katholischer Erzbischof und Diplomat des Heiligen Stuhls
- Ariovist, germanischer Fürst
- Ariowitsch, Julius (1853–1908), jüdischer Rauchwaren-Händler in Leipzig
- Ariowitsch, Max (1880–1969), deutsch-britischer Rauchwaren-Händler und Stifter

### Arip
- Aripert I. († 661), König der Langobarden (653–661)
- Aripert II. († 712), König der Langobarden (701–712)
- Aripov, Abdulla (* 1961), usbekischer Politiker

### Aris
- Aris, Bülent (* 1958), deutsch-türkischer Musikproduzent und Songwriter
- Aris, Heinz-Joachim (1934–2017), deutscher Industriemanager, Mitglied des Präsidiums des Zentralrates der Juden in Deutschland
- Aris, Helmut (1908–1987), deutscher Kaufmann, Präsident des Verbandes der Jüdischen Gemeinden der DDR
- Aris, Jonathan (* 1971), britischer Schauspieler
- Aris, Marc-Aeilko (* 1959), deutscher Mediävist, Mittellateinischer Philologe und PhilosophiehistorikerMarc-Aeilko Aris (* 1959)

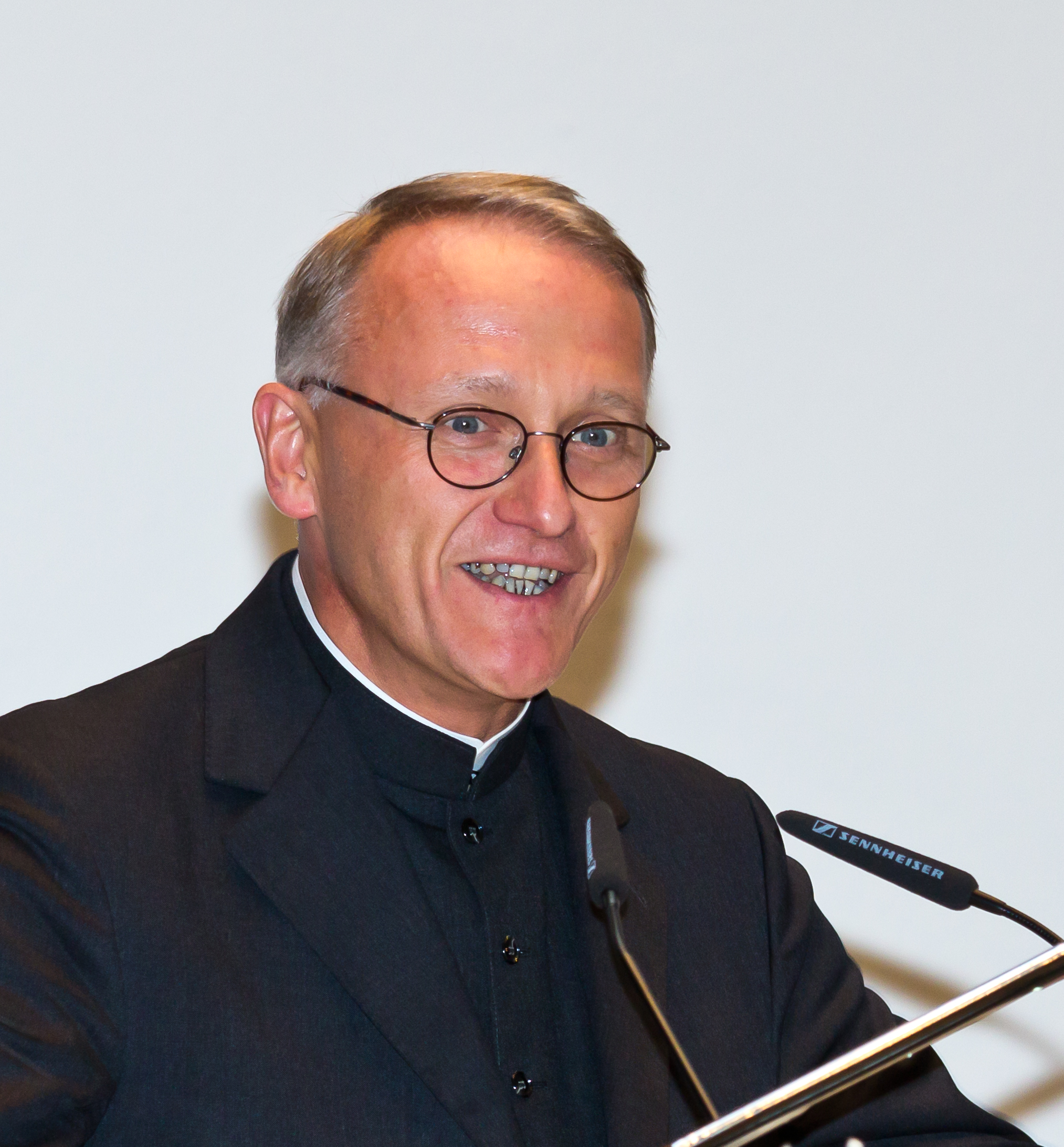
Marc-Aeilko Aris (* 1959)

- Aris, Michael (1946–1999), britischer Historiker und Tibetologe
- Aris, Reinhold (1904–1972), deutscher Jurist
- Aris, Renate (* 1935), Überlebende des Holocaust
- Aris, Rutherford (1929–2005), britisch-amerikanischer Chemieingenieur und angewandter Mathematiker
- Åris, Sebastian (* 1995), dänischer Basketballspieler
- Arisa (* 1982), italienische Sängerin
- Arisaka, Hideyo (1908–1952), japanischer Linguist
- Arisaka, Nariakira (1852–1915), General der kaiserlich japanischen Armee
- Arisawa, Hiromi (1896–1988), japanischer Wirtschaftswissenschaftler
- Arische Jugend, deutscher rechtsextremer Liedermacher
- Arishima, Ikuma (1882–1974), japanischer Schriftsteller und Maler
- Arishima, Takeo (1878–1923), japanischer Schriftsteller
- Arisi, Alessia (* 1971), italienische Tischtennisspielerin
- Arisio, Mario (1885–1950), italienischer Generalleutnant
- Arisman Pongruangrong (* 1964), thailändischer Aktivist
- Arismendi, Diana (* 1962), venezolanische Komponistin
- Arismendi, Diego (* 1988), uruguayischer Fußballspieler
- Arismendi, Fernando (* 1991), uruguayischer Fußballspieler
- Arismendi, José Loreto (1898–1979), venezolanischer Rechtsanwalt und Politiker
- Arismendi, Luisa Cáceres de (1799–1866), venezolanische Nationalheldin während des Unabhängigkeitskrieges
- Arismendi, Marina (* 1949), uruguayische Politikerin und Aktivistin
- Arismendi, Rodney (1913–1989), uruguayischer Politiker und marxistischer Theoretiker
- Arison, Amir (* 1978), US-amerikanischer SchauspielerAmir Arison (* 1978)

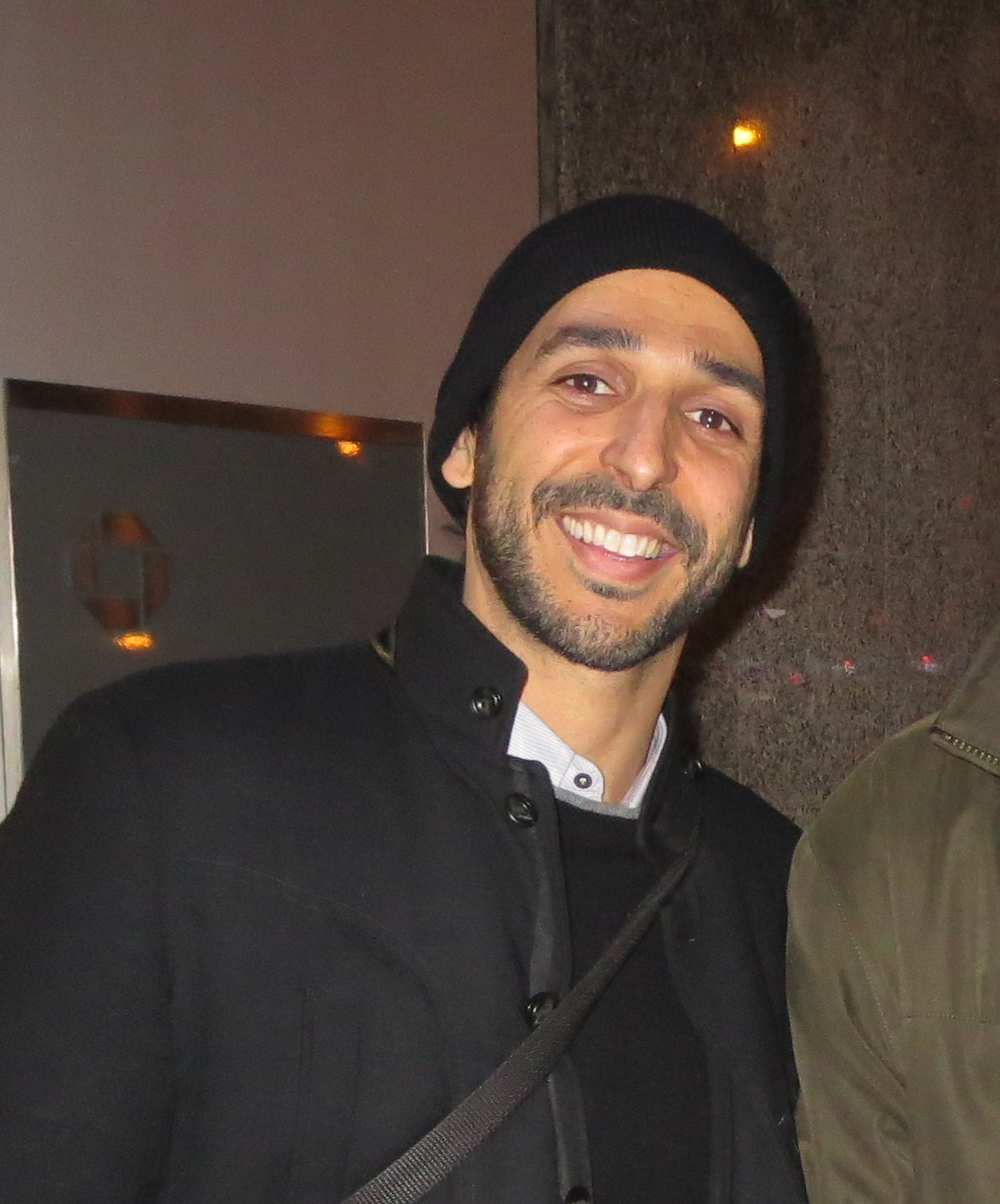
Amir Arison (* 1978)

- Arison, Micky (* 1949), israelisch-US-amerikanischer Geschäftsmann
- Arison, Shari (* 1957), israelische Unternehmerin
- Arison, Ted (1924–1999), israelischer ReederTed Arison (1924–1999)

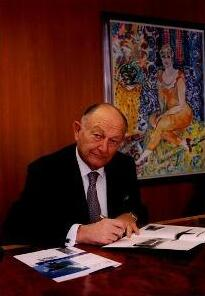
Ted Arison (1924–1999)

- Arispe, Leticia (* 1999), bolivianische Sprinterin
- Arispe, Pedro (1900–1960), uruguayischer Fußballspieler
- Arista, Mariano (1802–1855), spanischer Offizier, mexikanischer General und Präsident von Mexiko
- Aristaenetus, spätantiker Politiker und Konsul (404)
- Aristagoras († 497 v. Chr.), Tyrann von Milet
- Aristainetos, griechischer Dichter
- Aristaios von Samos, griechischer Mathematiker
- Aristakes I., zweiter Katholikos von Armenien
- Aristakesjan, Emin (1936–1996), armenischer Komponist und Musikpädagoge
- Aristarchos von Samos, griechischer Astronom, Vertreter des heliozentrischen Weltbildes
- Aristarchos von Samothrake († 144 v. Chr.), griechischer Philologe, Direktor der Bibliothek von Alexandria
- Aristarchus von Thessalonice, Jünger Jesu, Begleiter des Paulus
- Aristarete, antike griechische Malerin
- Aristazanes, persischer Chiliarch
- Ariste, Paul (1905–1990), sowjetischer estnischer Sprachwissenschaftler
- Aristeas, antiker Glashersteller
- Aristeas, griechischer Bildhauer
- Aristeas, griechischer Dichter und Magier
- Aristegui, Carmen (* 1964), mexikanische Journalistin
- Aristeides Quintilianus, griechischer Musiktheoretiker
- Aristeides von Athen, athenischer Staatsmann
- Aristeides von Milet, griechischer Schriftsteller des späten Hellenismus
- Aristeides von Theben II, griechischer Maler
- Aristeu Vieira, José (* 1952), brasilianischer Geistlicher, römisch-katholischer Bischof von Luz
- Aristide, Dady (* 1970), britischer Fußballspieler (Turks- und Caicosinseln)
- Aristide, Jean-Bertrand (* 1953), haitianischer Politiker, Staatspräsident HaitisJean-Bertrand Aristide (* 1953)

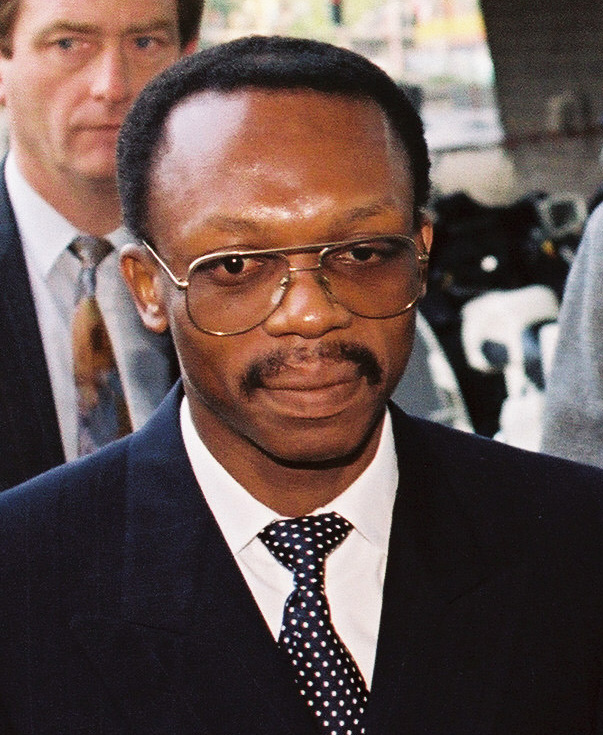
Jean-Bertrand Aristide (* 1953)

- Aristides von Athen, griechischer Philosoph und frühchristlicher Autor
- Aristides, Aelius (* 117), griechischer Rhetor und Schriftsteller
- Aristidès, Fred Othon (1931–2013), französischer Comiczeichner
- Aristidou, Sarah, französisch-zypriotische Sopranistin
- Aristilde, Edrice (* 1974), Fußballspieler (Turks- und Caicosinseln)
- Aristín Seco, Jesús María (* 1954), spanischer römisch-katholischer Ordensgeistlicher und Apostolischer Vikar von Yurimaguas
- Aristion, Zeitgenosse des Johannes dem Presbyter
- Aristion, antiker griechischer Schauspieler
- Aristion von Paros, griechischer Bildhauer
- Aristion, Tiberius Claudius, reicher Bürger der Stadt Ephesos
- Aristippos der Jüngere, griechischer Philosoph
- Aristippos von Kyrene, griechischer PhilosophAristippos von Kyrene

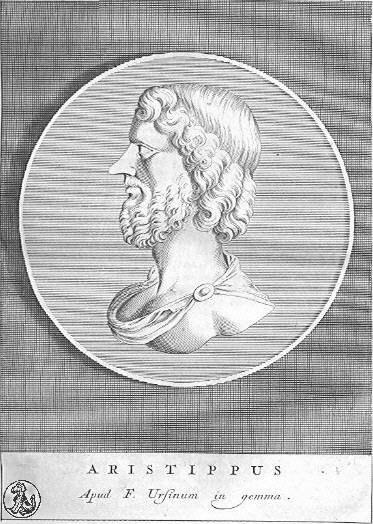
Aristippos von Kyrene

- Aristippos von Larisa, griechischer Politiker der Antike
- Aristizábal Ospina, Augusto (1928–2004), kolumbianischer Geistlicher, Bischof von Jericó
- Aristizábal Quintero, Edgar (* 1965), kolumbianischer Geistlicher, römisch-katholischer Bischof von Duitama-Sogamoso
- Aristizábal, Víctor (* 1971), kolumbianischer Fußballspieler
- Aristo, antiker römischer Mosaizist
- Aristobulos, jüdischer Philosoph
- Aristobulos († 36 v. Chr.), hasmonäischer Prinz, jüdischer Hohepriester
- Aristobulos († 7 v. Chr.), Sohn Herodes des Großen und der Mariamne (I)
- Aristobulos, König von Kleinarmenien
- Aristobulos der Jüngere, Enkel des jüdischen Königs Herodes des Großen
- Aristobulos I., König von Judäa
- Aristobulos II. († 49 v. Chr.), jüdischer König und Hohepriester
- Aristobulos von Kassandreia, griechischer Historiker
- Aristobulus, Jünger Jesu, legendärer Missionar Britanniens
- Aristodamos, griechischer Toreut
- Aristodemos, Anhänger des Sokrates
- Aristodemos, antiker griechischer Geschichtsschreiber
- Aristodemos, griechischer Maler und Schriftsteller
- Aristodemos, Herrscher von Orchomenos in Arkadien
- Aristodemos, spartanischer Heerführer
- Aristodemos († 724 v. Chr.), König von Messenien
- Aristodemos von Kyme, Tyrann von Kyme
- Aristodemos von Milet, Feldherr und Diplomat des Antigonos Monophthalmos und Demetrios Poliorketes
- Aristodemos von Nysa der Ältere, griechischer Grammatiker und Erzieher
- Aristodemos von Nysa der Jüngere, griechischer Gelehrter und Erzieher
- Aristodimou, Elena (* 2002), zyprische Fußballspielerin
- Aristodimou, Lina (* 1965), zyprische Skirennläuferin
- Aristodimou, Sokratis (* 1970), zyprischer Skirennläufer
- Aristogeiton († 514 v. Chr.), griechischer TyrannenmörderAristogeiton († 514 v. Chr.)

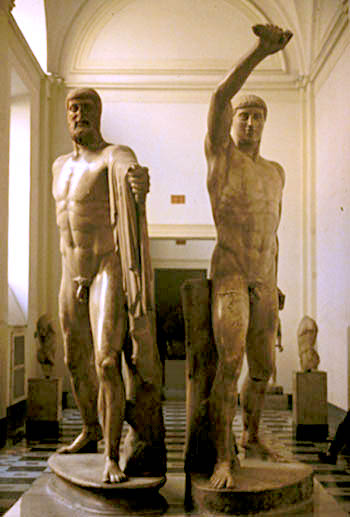
Aristogeiton († 514 v. Chr.)

- Aristokles (Bildhauer, 6. Jahrhundert v. Chr.), altgriechischer Bildhauer
- Aristokles (attischer Bildhauer), altgriechischer Bildhauer
- Aristokles (Sohn des Kleoitas), altgriechischer Bildhauer
- Aristokles (Bildhauer, 4. Jahrhundert v. Chr.), altgriechischer Bildhauer
- Aristokles (Sohn des Nikomachos), altgriechischer Bildhauer
- Aristokles aus Kydonia, altgriechischer Bildhauer
- Aristokles aus Rhodos, antiker griechischer Philosoph
- Aristokles aus Sikyon, griechischer Bildhauer
- Aristokles von Messene, altgriechischer Philosoph
- Aristokrates (Orchomenos), König von Orchomenos in Arkadien
- Aristokrates (Sohn des Aichmis), König von Orchomenos in Arkadien
- Aristokrates († 406 v. Chr.), athenischer Staatsmann und Feldherr
- Aristokritos, Spartaner
- Aristomache († 353 v. Chr.), Frau des Tyrannen Dionysios I. von Syrakus
- Aristomachos, griechischer Maler oder Bildhauer
- Aristomachos, oströmischer Beamter in Ägypten
- Aristomachos von Soloi, antiker Bienenzüchter und Bienenforscher
- Aristomenes, antiker Komödiendichter
- Aristomenes, griechischer Bildhauer
- Aristomenes, griechischer Maler
- Aristomenes, messenischer Freiheitskämpfer in einem der Messenischen Kriege
- Aristomenes von Alyzeia, Politiker des Ptolemäerreichs
- Aristomenos, griechischer Vasenmaler
- Ariston, antiker griechischer Toreut
- Ariston, makedonischer Reiteroffizier
- Ariston, spartanischer König
- Ariston, paionischer Offizier Alexanders des Großen
- Ariston, Vater Platons
- Ariston von Chios, griechischer Philosoph
- Aristonikos († 129 v. Chr.), König von Pergamon
- Aristonikos von Marathon († 322 v. Chr.), athenischer Staatsmann
- Aristonothos, griechischer Töpfer
- Aristonous, griechischer Bildhauer
- Aristonous († 315 v. Chr.), Leibwächter Alexanders des Großen
- Aristopeithes, griechischer Bildhauer
- Aristophanes, griechischer Vasenmaler
- Aristophanes, griechischer KomödiendichterAristophanes

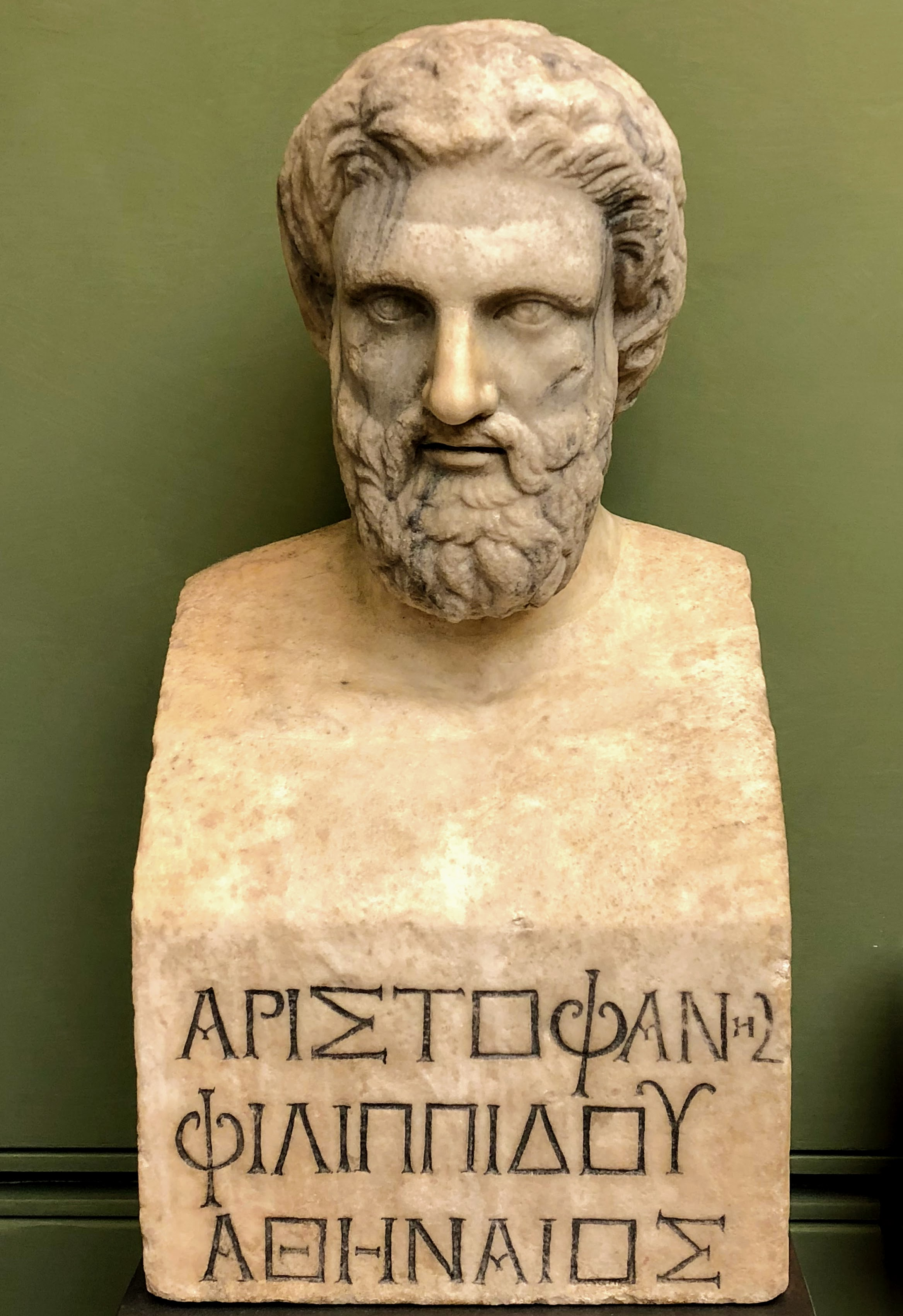
Aristophanes

- Aristophanes († 389 v. Chr.), athenischer Diplomat
- Aristophanes von Byzanz, griechischer Philologe, Vorsteher der Bibliothek von Alexandria
- Aristophon, attischer Politiker
- Aristophon, griechischer antiker Maler
- Aristophon, griechischer Komödiendichter
- Aristos von Askalon, antiker griechischer Philosoph
- Aristoteles, antiker griechischer Toreut
- Aristoteles, athenischer Politiker
- Aristoteles (384 v. Chr.–322 v. Chr.), griechischer Philosoph und NaturforscherAristoteles (384 v. Chr.–322 v. Chr.)

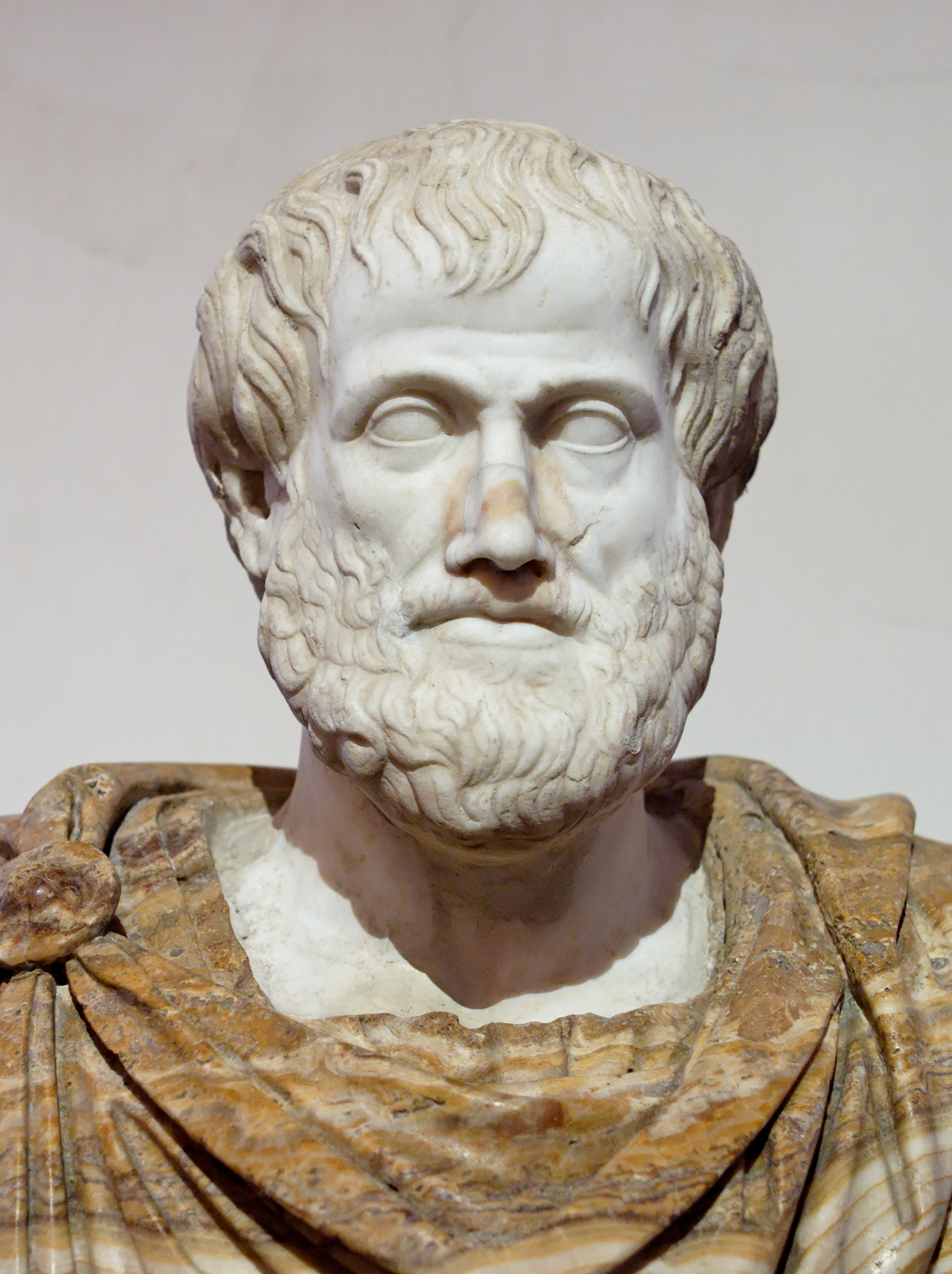
Aristoteles (384 v. Chr.–322 v. Chr.)

- Aristoteles der Dialektiker, griechischer Tyrannenmörder
- Aristoteles von Kyrene, griechischer Philosoph
- Aristotheros, antiker griechischer Mathematiker
- Aristow, Awerki Borissowitsch (1903–1973), sowjetischer Politiker und Diplomat
- Aristow, Iwan Gawrilowitsch (1913–1972), sowjetischer Hydrograph und Polarforscher
- Aristoxenos, antiker griechischer Arzt
- Aristoxenos, griechischer Philosoph und Musiktheoretiker
- Aristoxenos von Selinus, griechischer Dichter
- Aristyllos, Astronom
- Arisue, Go (* 1954), japanischer Autor, Shibari-Künstler und Lehrer
- Arisugawa, Taruhito (1835–1895), General der kaiserlich japanischen Armee, Mitglied des japanischen Kaiserhauses

### Arit
- Arita Valle, José Tomás (* 1948), honduranischer Jurist, Präsident der honduranischen Gerichtshofes
- Arita, Hachirō (1884–1965), japanischer Diplomat und Politiker
- Arita, Keito (* 2002), japanischer Fußballspieler
- Arita, Kōki (* 1991), japanischer Fußballspieler
- Arita, Ryo (* 1999), japanischer Fußballspieler
- Aritenyesebokhe, nubischer König
- Aritmendi, Francisco (1938–2020), spanischer Leichtathlet
- Arıtürk, Serra (* 1998), türkische Schauspielerin und Sängerin

### Ariu
- Ariulf, Herzog, dux von Spoleto
- Ariunbaatar, Bilguun (* 1986), polnischer Fernsehmoderator
- Ariunbold, Enchtaiwany (* 1995), mongolischer Judoka
- Arius, Theologe, Begründer des ArianismusArius

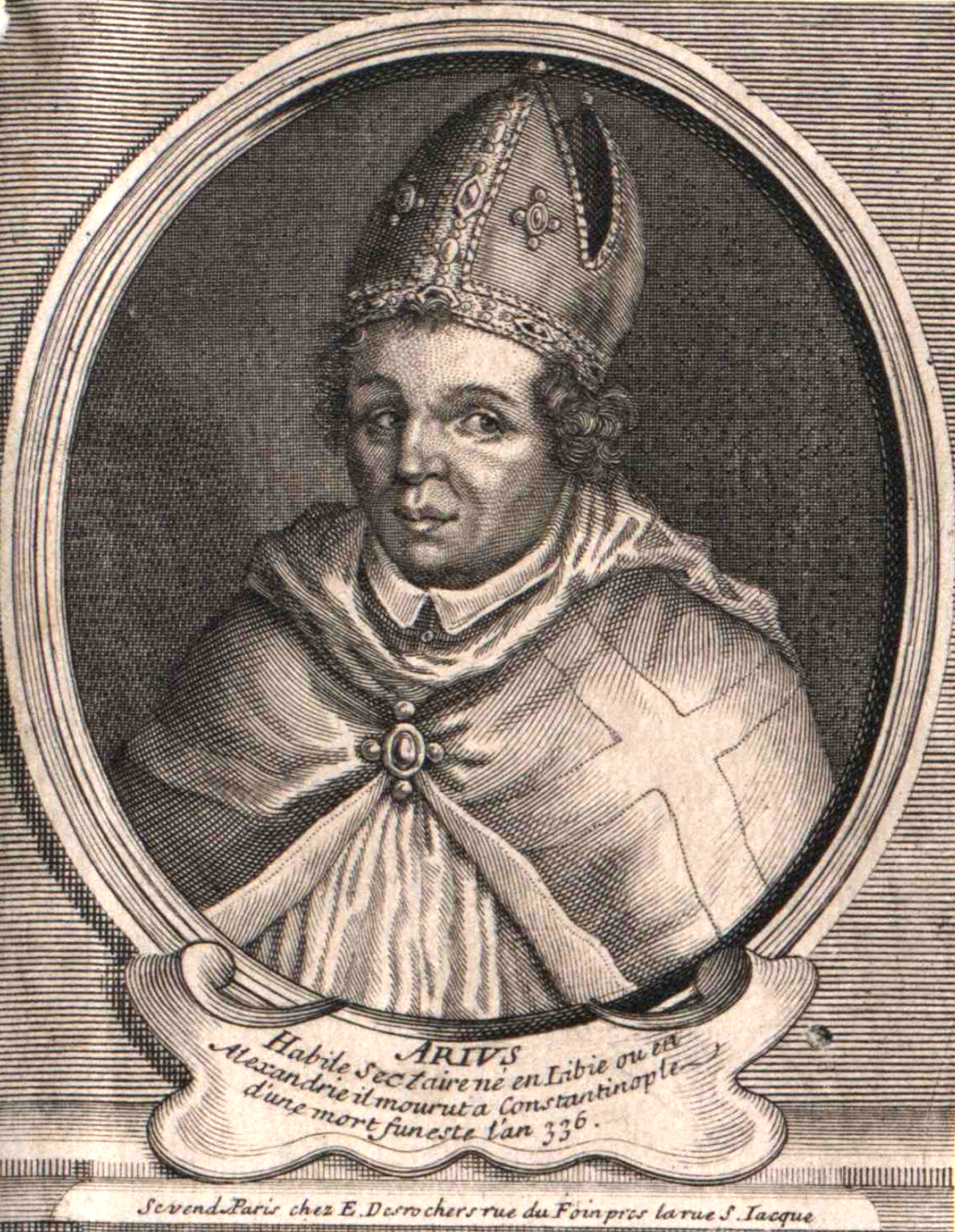
Arius

### Ariv
- Arivia, Gadis (* 1964), indonesische Philosophin, Hochschullehrerin und Aktivistin
- Arivony, Michael (* 1993), madagassischer Opernsänger in der Stimmlage Bariton
- Arivumani, Kaavya (* 1994), indische Schauspielerin

### Ariw
- Ariwara no Narihira (825–880), japanischer Waka-Dichter und Aristokrat

### Ariy
- Ariyibi, Gboly (* 1995), US-amerikanischer Fußballspieler
- Ariyoshi, George (* 1926), US-amerikanischer Politiker
- Ariyoshi, Saori (* 1987), japanische Fußballspielerin
- Ariyoshi, Sawako (1931–1984), japanische Schriftstellerin

### Ariz
- Ariz Bolea, Carlos María (1928–2015), katholischer Bischof
- Ariza, Julián (* 1934), spanischer Gewerkschafter
- Ariza, Kristen, US-amerikanische Schauspielerin
- Ariza, Miriam (* 1940), dominikanische Pianistin
- Ariza, Tatiana (* 1991), kolumbianische Fußballspielerin
- Ariza, Trevor (* 1985), US-amerikanischer Basketballspieler
- Arizaga, Rodolfo (1926–1985), argentinischer Komponist
- Arizapana, Wilma (* 1982), peruanische Leichtathletin
- Arizcuren, Elias (* 1943), spanischer Cellist und Dirigent
- Arizin, Paul (1928–2006), US-amerikanischer Basketballspieler
- Arizmendi Esquivel, Felipe (* 1940), mexikanischer Geistlicher, emeritierter Bischof von San Cristóbal de Las Casas und Kardinal
- Arizmendi Martínez, Julen Luís (* 1976), spanischer Schachspieler
- Arizmendi, Baby (1914–1962), mexikanischer Boxer im Federgewicht
- Arizmendi, Javier (* 1984), spanischer Fußballspieler
- Arizméndi, Salvador, mexikanischer Fußballspieler
- Arizmendiarrieta, José María (1915–1976), baskischer katholischer Priester und Unternehmer
- Arizo, Luis Miguel, spanischer Wissenschaftsautor, Biologe und Schriftsteller
- Arizona, Maud (1888–1963), österreichische, tschechoslowakische Schaustellerin und VarietédarstellerinMaud Arizona (1888–1963)

Maud Arizona (1888–1963)

- Arizono, Shingo (* 1985), japanischer Fußballspieler
- Arizs, Sándor (1935–2004), ungarischer Opernsänger (Tenor)
- Arizti, Fernando (1828–1888), kubanischer Pianist und Musikpädagoge
- Ariztía Ruiz, Fernando (1925–2003), chilenischer Geistlicher, römisch-katholischer Bischof von Copiapó